# José Ramón Crecente Vega
José Ramón Crecente Vega (Castro de Rey, Lugo, 3 de junio de 1896 - Segovia, 21 de marzo de 1948) fue un sacerdote, profesor y poeta español.

## Biografía

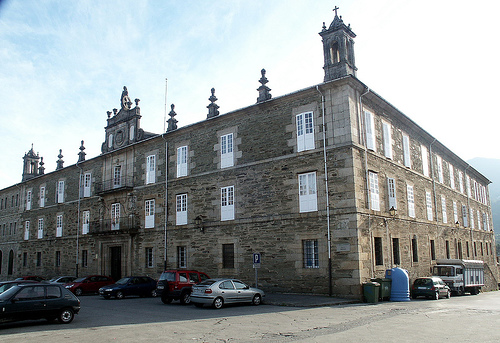
Seminario de Mondoñedo, donde estudió Crecente Vega.

El segundo de seis hermanos de una familia de labradores. Después de aprender las primeras letras en su aldea natal, a los catorce años entró en el Seminario de Mondoñedo, cuna de grandes poetas gallegos, para seguir la carrera eclesiásticos. Estudió latín tutelado por José María Chao García. Ordenado presbítero el 20 de diciembre de 1919. En 1 de julio de 1920 es nombrado coadjutor de la parroquia de Juvia (Narón). Los días 27 y 28 de septiembre de 1922 participó en el concurso de curatos, celebrado en Mondoñedo, obteniendo el número tres. El 27 de junio de 1923 tomó posesión como párroco de San Julián de Narón (La Coruña). 
Cursó el bachillerato, por libre, de 1928 a 1931 entre los Institutos de Ferrol y Orense. Inició los estudios de Filosofía y Letras en la Universidad de Santiago de Compostela (1931), para terminar obteniendo la licenciatura, en 1935, en la Sección de Lenguas Clásicas de la Universidad de Salamanca. Marchó a Madrid para continuar sus estudios y opositar a la cátedra de latín. Mientras, le sorprendió la Guerra Civil Española. En 1937, cayó enfermo del pulmón y fue ingresado en un hospital de la capital. En septiembre de 1938 fue destinado como profesor al Instituto de Ciudad Real. El 5 de septiembre de 1939 renunció a la parroquia de San Julián de Narón por enfermedad. El 21 de octubre de 1940 es nombrado profesor del Instituto Ramiro de Maeztu de Madrid. El 31 de enero de 1941 ganó por oposición una beca en el Instituto Antonio de Nebrija, con la obligación de realizar una edición comentada de las Elegías de Tibulo. Tras opositar, el 28 de agosto de 1941 fue nombrado catedrático de Latín del Instituto de Antequera (Málaga). El 7 de octubre de 1942 se trasladó al Instituto de Enseñanza Media de Segovia, en donde fue designado director el 24 de octubre de 1942, cargo que desempeñó hasta su muerte en 1948. 
Crecente Vega estuvo enfermo bastantes años. Una dolencia del corazón y la tuberculosis fueron minando poco a poco la salud del poeta. Recibió sepultura en el cementerio del Santo Ángel de Segovia y allí descansaron sus restos hasta que, medio siglo después, fueron trasladados a su pueblo natal, el día 21 de noviembre de 1998, e inhumados en la iglesia parroquial de Santa María de Outeiro (Castro Rey).

## Obra literaria
Se le puede considerar como un discípulo de Antonio Noriega Varela y contemporáneo de José Antonio Trapero Pardo. Al fallecer en 1948, quedó pendientes de ser editadas una selección de poesías escritas en gallego y castellano.
- Codeseira, Santiago, Imprenta Seminario Conciliar, 1933,  conjunto de poemas de tema campesino, en la línea tradicional de la poesía gallega del siglo XIX; aunque su métrica denote a veces el conocimiento y la influencia de los poetas de su tiempo. Presenta cantigas de inspiración popular, tratadas con la mesura y elegancia de un buen conocedor de la cultura humanística; como también lo era de la legua y de la literatura latina.
- Tibulo, Albio. Selección de elegías, Madrid, Consejo Superior de Investigaciones Científicas, 1946.
- Codeseira, Poemas, prólogo de José Antonio Trapero Pardo, Lugo, 1965 (2.ª ed.).
- En 1997 la Fundación Caixa Galicia publicó José Crecente Vega, a poesía de Codeseira, una edición crítica y estudio hechos por Ricardo Polín y Luz María Durán, trabajo ganador del XI Premio Anxel Fole.
- Poesía Inédita en Castelán, en Amencer (Mondoñedo), n.º 157 (marzo de 1999);
- Poesía Galega Completa, ed. De R. Polín, Santiago, Dirección General de Política Lingüística, 2002.